# SH505iS
mova SH505iS（ムーバ・エス エイチ ごー まる ろく アイ　シー）は、シャープが開発した、NTTドコモによる第二世代携帯電話 (mova) 端末製品。

## 概要
シャープ初の50Xiシリーズで人気端末となった2003年夏モデルのSH505iの後継機で、カメラ機能を大幅に強化したモデルとなっている。
デザインはアンテナ内蔵式となり、ヒンジが内側に移動している。
また、SH505iではメインディスプレイ側にあったカメラが、電池パック側に移動し、カメラ周りに円形のアルミ素材を使った、コンパクトデジタルカメラを模したデザインとなった。
メインディスプレイ裏側の背面には、SH505iの横長から縦長へと変わった、120×160ドットの1.2インチの65,536色表示のTFT液晶のカラーサブディスプレイ、また、側面には半押しも可能なシャッターボタンを搭載し、サブディスプレイはカメラ撮影時のファインダーとしても使えるようになった。
カメラ画素数は、SH505iの有効100万画素（最大記録画素は約79万画素）から202万画素となり、ドコモ端末では初めての2メガピクセルのカメラを搭載した(同時期の発売のD505iSはスーパーCCDハニカム採用で、記録画素が200万画素であるものの、センサー自体は100万画素だった）。また、オートフォーカスが搭載されている。

## 歴史
- 2003年10月21日：ドコモがSH505iS、D505iS、N505iS、P505iS、SO505iSの開発を発表。
- 2003年12月12日 - 発売。
- 2012年3月31日 - movaサービス終了により使用はこの日限りとなる。